# 제3의 눈 (영화)
제3의 눈(Mata Batin, The 3rd Eye)은 인도네시아에서 제작된 로키 소라야 감독의 2017년 공포 영화이다. 덴니 수마르고 등이 주연으로 출연하였다.

## 출연

### 주연
- 덴니 수마르고